# Kolonizace Europy

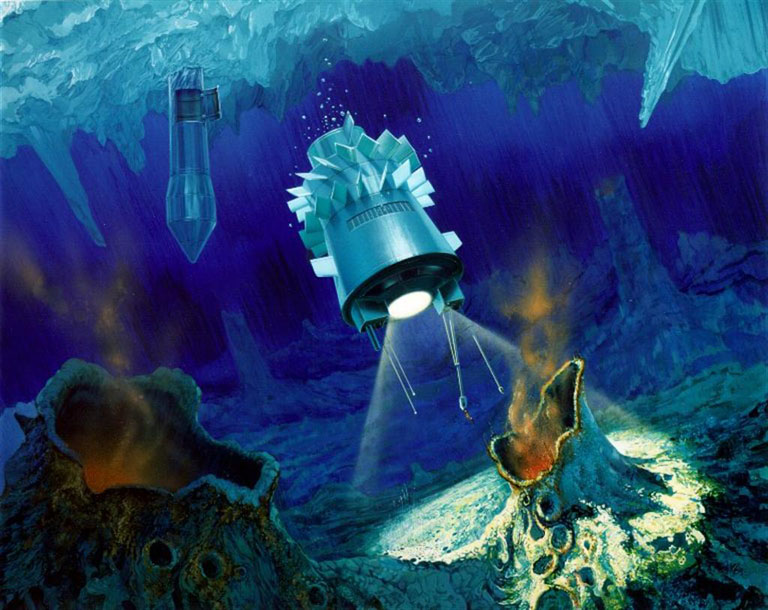
Výzkumná ponorka pod povrchem Europy - fantazie umělce

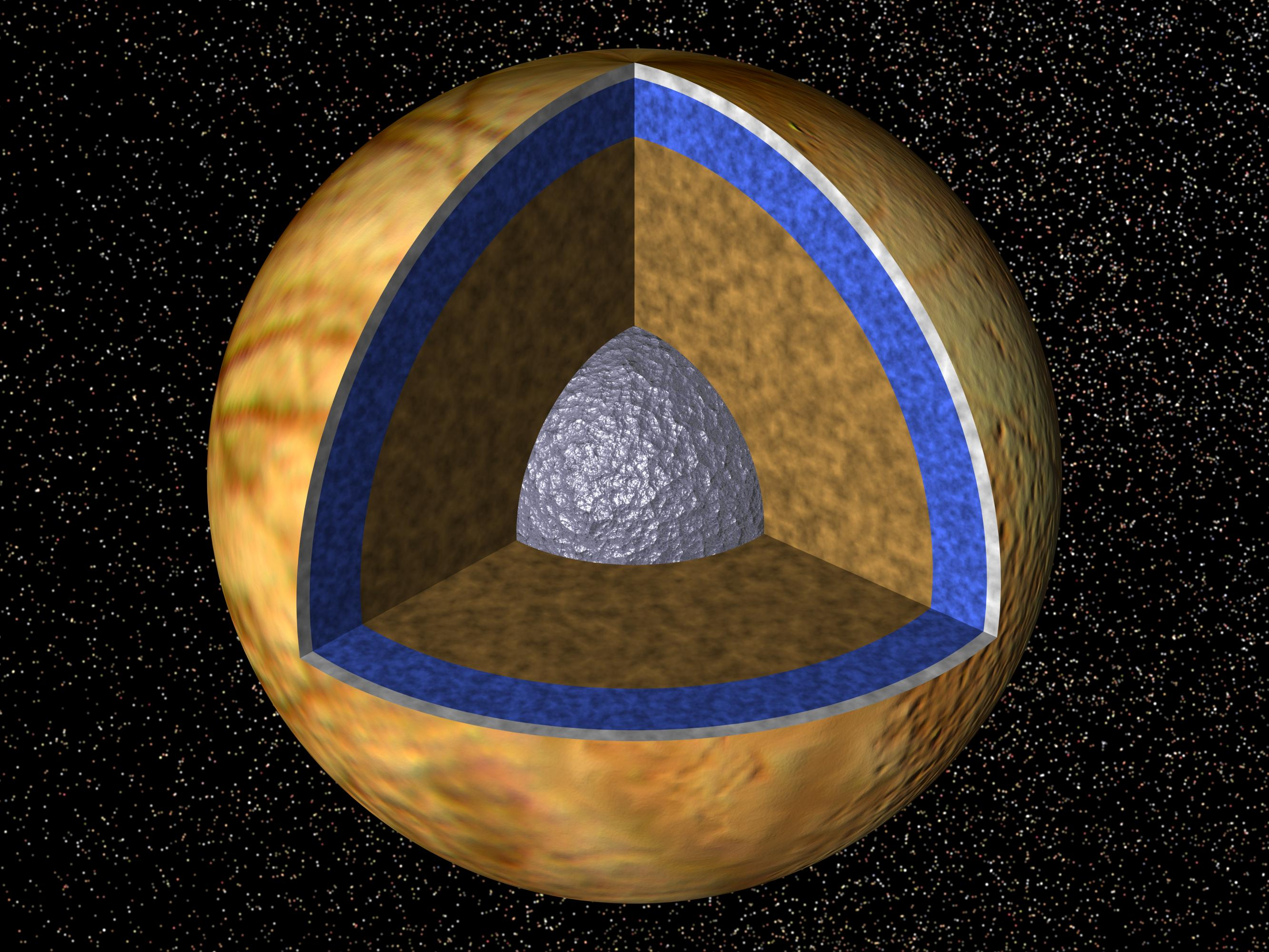
Průřez Europou

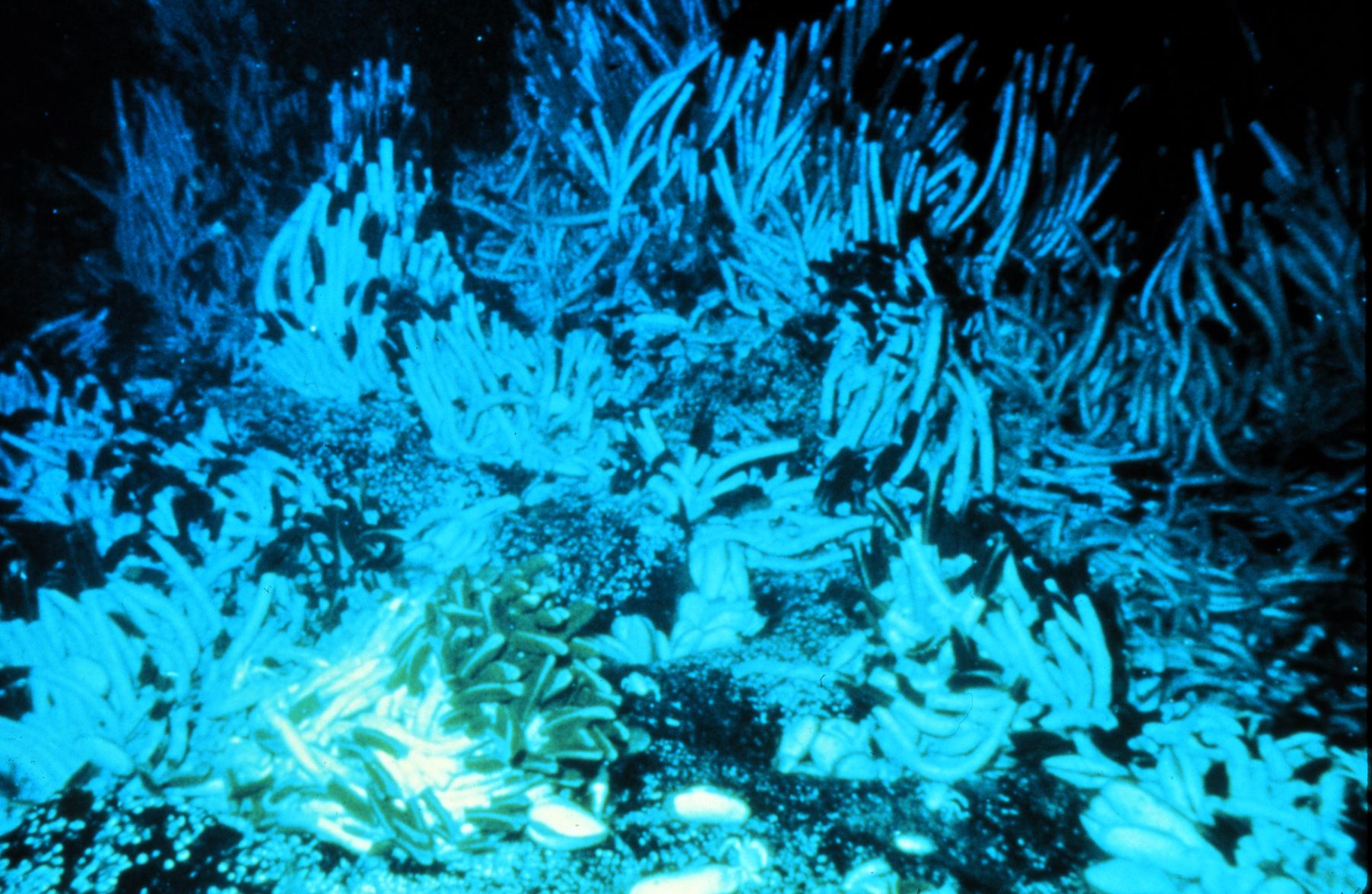
Možný život na Europě by mohly být podobné riftie na dně podpovrchového oceánu - pozemská fotografie

Plán na kolonizaci Europy, čtvrtého největšího měsíce Jupitera, navrhl Projekt Artemis. Podle něj mají vědci Europu osídlit v iglú, navrtat ledovou kůru a zkoumat podpovrchový oceán. V plánu se také diskutuje o možnosti využití vzduchové kapsy pro lidskou kolonizaci. Povrchové základny na Europě by mohly být postaveny z nafukovacích konstrukcí. Výzkum Europy a jeho podpovrchového oceánu by byl prováděn za pomoci ponorek.
S kolonizací Europy jsou však spojené některé obtíže. Jeden takový vážný problém je vysoká koncentrace radiace z Jupitera, která je asi desetkrát silnější než má zemský Van Allenův radiační pás. Člověk by nemohl přežít v blízkosti povrchu Europy dlouhou dobu bez velmi silné protiradiační ochrany. Dalším problémem je fakt, že povrchová teplota Europy se běžně pohybuje okolo -170 stupňů Celsia. Kolonizátoři by museli vystoupit a sestoupit z povrchu velmi rychle (ačkoliv ne zatímco by Europa procházela Jupiterovou magnetosférou) a přebývat ve stanovišti pod povrchem měsíce.